# Oflag VIII E Johannisbrunn
Oflag VIII E został zorganizowany przez Niemców w lipcu 1940 w Johannisbrunn (Jánské Koupele) koło Opawy na Czeskim Śląsku jako międzynarodowy obóz generalski. Przebywało w nim ok. 70 generałów i ich ordynansi: 30 z Polski, 24 z Francji, 7 z Holandii, 6 z Belgii oraz brygadier z Wielkiej Brytanii (bryg. Nigel FitzRoy Somerset) i pułkownik z Norwegii.
27 kwietnia 1942 wszyscy polscy jeńcy zostali wywiezieni z obozu. Większość z nich trafiła do Oflagu VII A Murnau.
Obóz został zlikwidowany 1 lipca 1942.

## Komendanci obozu
- płk Hencker
- gen. mjr Johann Janusz[potrzebny przypis]

## Generałowie polscy
- generałowie dywizji

1. Władysław Bortnowski
2. Tadeusz Kutrzeba
3. Juliusz Rómmel

- generałowie brygady

1. Roman Abraham
2. Franciszek Alter
3. Władysław Bończa-Uzdowski
4. Leopold Cehak
5. Jan Chmurowicz
6. Walerian Czuma
7. Franciszek Dindorf-Ankowicz
8. Juliusz Drapella
9. Janusz Gąsiorowski
10. Jan Jagmin-Sadowski
11. Edmund Knoll-Kownacki
12. Wincenty Kowalski
13. Emil Krukowicz-Przedrzymirski
14. Jan Kazimierz Kruszewski
15. Józef Kwaciszewski
16. Stanisław Oktawiusz Małachowski
17. Czesław Młot-Fijałkowski
18. Zygmunt Piasecki
19. Wacław Piekarski
20. Zygmunt Podhorski
21. Zdzisław Przyjałkowski
22. Stanisław Taczak
23. Wiktor Thommée
24. Aleksander Załęski
25. Juliusz Zulauf

- kontradmirałowie

1. Józef Unrug

## Generałowie holenderscy
1. generał Henri Winkelman, naczelny dowódca holenderskich wojsk lądowych podczas inwazji niemieckiej
2. gen. por. Petrus Best(inne języki)[2]
3. gen. por. Jan Joseph Voorst tot Voorst(inne języki)
4. gen. por. Herman Franciscus Voorst tot Voorst(inne języki)
5. gen. mjr Adrianus van den Bent(inne języki)
6. gen. mjr Hugo Charles Gustav van Lawick(inne języki)
7. wadm. w st. spocz. N.J. van Laer[2]